# Communauté de communes de l'Est guyanais
La CC de l'Est guyanais (CCEG) est une communauté de communes française, située dans le département français d'outre-mer de la Guyane.

## Composition
La communauté de communes est composée des 4 communes suivantes :

| Nom                   | Code Insee | Gentilé   | Superficie (km2) | Population (dernière pop. légale) | Densité (hab./km2) |
| --------------------- | ---------- | --------- | ---------------- | --------------------------------- | ------------------ |
| Saint-Georges (siège) | 97308      |           | 2 320            | 4 710 (2022)                      | 2                  |
| Camopi                | 97356      | Camopiens | 10 030           | 2 168 (2022)                      | 0,22               |
| Ouanary               | 97314      |           | 1 080            | 200 (2022)                        | 0,19               |
| Régina                | 97301      |           | 12 130           | 1 657 (2022)                      | 0,14               |

## Démographie
| 1967  | 1974  | 1982  | 1990  | 1999  | 2010  | 2015  |
| ----- | ----- | ----- | ----- | ----- | ----- | ----- |
| 1 680 | 1 930 | 2 341 | 2 881 | 4 042 | 6 630 | 6 900 |